# Sindacato Pensionati Italiani
Il Sindacato Pensionati Italiani (SPI) è il sindacato generale delle pensionate, dei pensionati e delle persone anziane aderenti alla Confederazione Generale Italiana del Lavoro (CGIL); organizza e tutela i pensionati di tutte le categorie del lavoro, soggetti a qualsiasi regime pensionistico. 

## Storia
La Federazione italiana pensionati (FIP) nasce a Firenze l'8 settembre 1946 come associazione di tutela dei diritti previdenziali dei lavoratori, su iniziativa delle Sezioni pensionati di 42 Camere del Lavoro della CGIL e di altre associazioni di pensionati. Durante il primo Congresso unitario della CGIL del 1947, nella sua relazione introduttiva, l’allora Segretario generale Giuseppe Di Vittorio getta le basi per la costituzione di un sindacato in grado di rappresentare i pensionati provenienti da tutte le categorie del lavoro. Un anno dopo, dal 25 al 29 gennaio 1948, si svolge il primo Congresso della FIP, il primo sindacato unitario dei pensionati italiani.
Nel 1977, al decimo congresso della categoria svoltosi a Montecatini Terme, la FIP cambia definitivamente la sua denominazione in Sindacato Pensionati Italiani (SPI).
Per numero di iscritti, il Sindacato pensionati italiani è fra le più grandi organizzazioni sociali d'Europa. In Italia, si articola in diciannove strutture regionali, due di province autonome, 118 strutture territoriali e oltre 1.800 leghe. La sede centrale è a Roma, e ha compiti di direzione politica e organizzativa. All'estero, lo SPI CGIL è presente in diciannove paesi, in rappresentanza degli anziani con pensione italiana. Lo SPI CGIL è affiliato alla Ferpa, la Federazione europea pensionati e anziani, facente capo alla Confederazione europea dei sindacati.

## Iscritti
Il Sindacato pensionati della Cgil conta quasi tre milioni di iscritti, per lo più donne, ex operai ed ex lavoratori con un reddito basso. Gli iscritti complessivi sono 2.419.020, quasi il 50% del totale degli iscritti della Cgil. 

## Segreteria generale
Il segretario generale dello SPI CGIL è il rappresentante legale dell'organizzazione. Coordina e dirige l'attività della segreteria nazionale. Tiene i rapporti con le altre organizzazioni dei pensionati e con la Confederazione.  La segretaria generale in carica è Tania Scacchetti, eletta dall’Assemblea generale nazionale il 14 marzo 2024.
| Segretario | Segretario | Segretario                       | Mandato | Mandato   |
| Segretario | Segretario | Segretario                       | Inizio  | Fine      |
| ---------- | ---------- | -------------------------------- | ------- | --------- |
|            |            | Alberto De Martino (Presidente)  | 1948    | 1949      |
|            |            | Umberto Fiore(1896-1978)         | 1949    | 1955      |
|            |            | Nazareno Buschi                  | 1955    | 1969      |
|            |            | Renato Bitossi (1899-1969)       | 1969    | 1969      |
|            |            | Rino Bonazzi (1919-?)            | 1969    | 1977      |
|            |            | Renato Degli Esposti (1920-1997) | 1977    | 1981      |
|            |            | Arvedo Forni(1919-2014)          | 1981    | 1988      |
|            |            | Gianfranco Rastrelli(1932-2018)  | 1988    | 1994      |
|            |            | Raffaele Minelli (1942-2021)     | 1994    | 2002      |
|            |            | Betty Leone                      | 2002    | 2008      |
|            |            | Carla Cantone (1947)             | 2008    | 2016      |
|            |            | Ivan Pedretti (1954)             | 2016    | 2024      |
|            |            | Tania Scacchetti (1973)          | 2024    | In carica |